# Dipartimento di Lebialem
Il dipartimento di Lebialem è un dipartimento del Camerun nella Regione del Sudovest.

## Comuni
Il dipartimento è suddiviso in 3 comuni:
- Alou
- Fontem
- Wabane